# Hakainde Hichilema

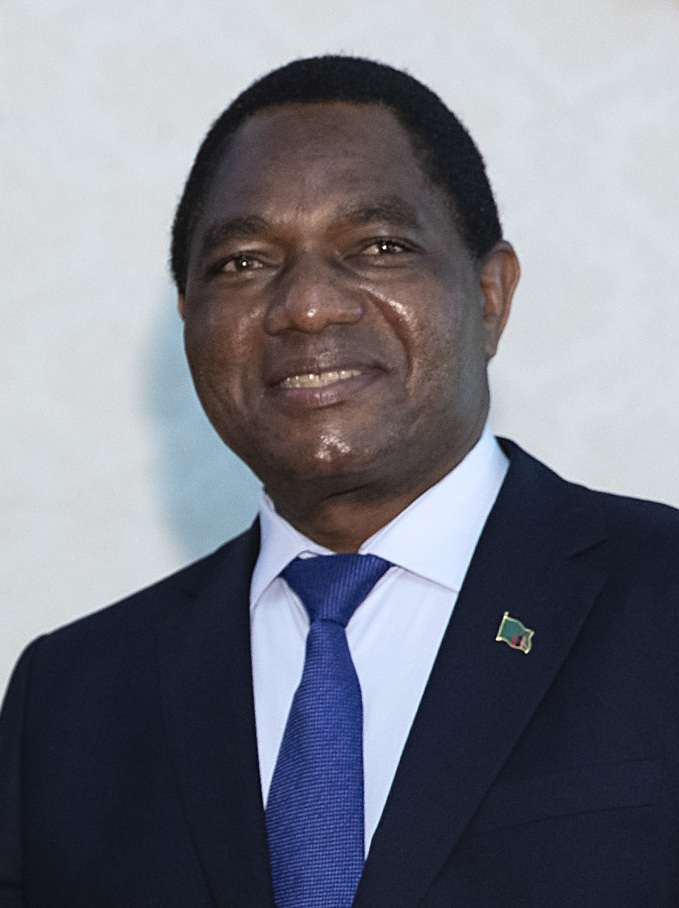
Hakainde Hichilema (2022)

Hakainde Hichilema (* 4. Juni 1962 in Hachipona bei Monze, Föderation von Rhodesien und Njassaland, heute Sambia) ist ein sambischer Politiker, Unternehmer und seit dem 24. August 2021 der 7. Präsident Sambias.

## Leben
Hakainde Hichilema wurde in Hachipona, einem Dorf westlich von Monze in Sambia, geboren. Er besuchte ab 1969 die Mooya Primary School, ab 1973 die Nkandela School und legte 1980 das Schulabschlussexamen an der Kalomo Secondary School ab. Danach diente er sechs Monate lang dem National Service im Mushili Camp bei Ndola. Von 1981 bis 1986 studierte er dank eines Stipendiums Wirtschaft und Management an der Universität von Sambia in Lusaka, der Hauptstadt Sambias. Anschließend erwarb er einen Master in Finance & Business Strategy an der Universität von Birmingham in Großbritannien.
Hichilema ist Angehöriger des Volks der Tonga und verheiratet mit Mutinta Hichilema, mit der er drei Kinder hat, die Tochter Miyanda (* 1994) sowie die beiden Söhne Habwela (* 1997) und Chikonda (* 2000). Er gehört der Glaubensgemeinschaft der Siebenten-Tags-Adventisten an.

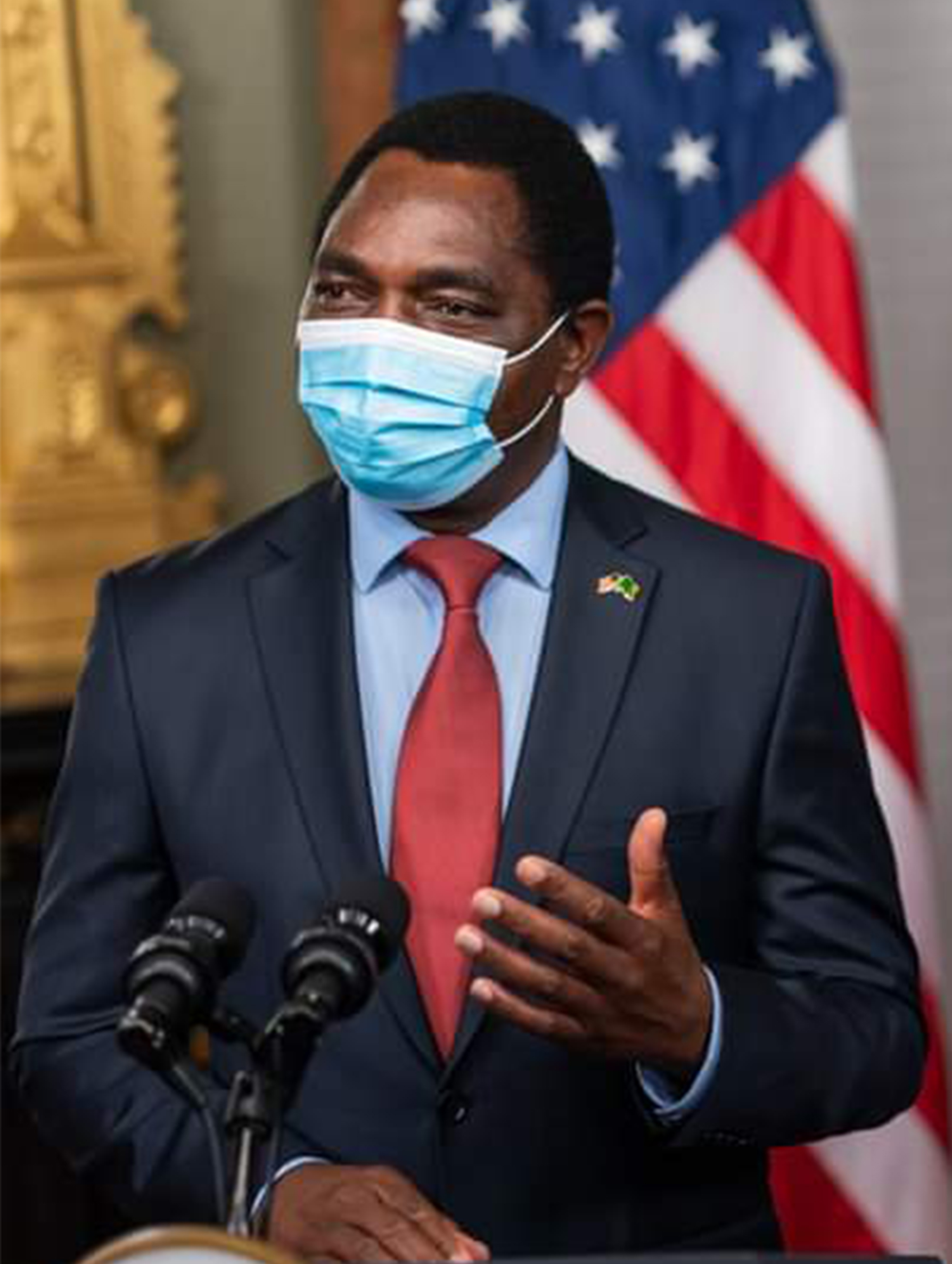
Hakainde Hichilema während eines offiziellen Besuches bei US-Vizepräsidentin Kamala Harris

## Berufliche Karriere
Seine beruflichen Stationen waren: Equator Advisory Services, Assistenzberater, 1986; Coopers & Lybrand, Restrukturierung der Industrial Development Corporation (INDECO), 1986. Von 1994 bis 1998 war er als CEO für Coopers & Lybrand Zambia, von 1998 bis 2006 in gleicher Funktion für Grant Thornton Zambia tätig. Beide Firmen gehören zu multinationalen Unternehmensberatungs- und Dienstleistungs-Konzernen. In diesen Jahren bekleidete er u. a. folgende Funktionen:
Vorstandsvorsitz von:
- Sun International
- Greenbelt Fertilisers Ltd
- Media Trust Fund
- Export Development Programme

Direktor von:
- Zambia Investment Board
- Seedco Zambia
- African Financial Services Limited
- Zambezi Nickel or Bermuda Limited (Bermuda)
- West Lake Investments (Mauritius)

Vorstandsmitglied von:
- Zambia Association of Chambers of Commerce and Industry
- Zambia Business Forum
- sieben weiteren Vorständen

Inzwischen ist er als privater Unternehmer zweitgrößter Viehzüchter in Sambia und Multimillionär geworden.

## Politische Karriere
| Wahl | Prozent |
| ---- | ------- |
| 2006 | 25,32 % |
| 2008 | 19,96 % |
| 2011 | 18,54 % |
| 2015 | 47,16 % |
| 2016 | 47,63 % |
| 2021 | 59,02 % |

Hichilema ist Präsident der United Party for National Development (UPND). Er folgte in dieser Funktion dem verstorbenen Anderson Mazoka.
Hichilema kandidierte seit 2006 bei sechs Präsidentschaftswahlen.
Bei den Wahlen in Sambia 2006 wurde er von der United Democratic Alliance, einer Drei-Parteien-Allianz von United Party for National Development (UPND), United National Independence Party (UNIP) und des Forum for Democracy and Development, als Kandidat für die Präsidentschaft Sambias aufgestellt. Er erreichte mit 25,32 Prozent der Stimmen zwar nur knapp hinter dem späteren Präsidenten Michael Sata den dritten Platz, erwies sich damit aber als politisches Schwergewicht und Hoffnungsträger. Bei der vorgezogenen Präsidentschaftswahl 2008, die durch den Tod des Amtsinhabers Levy Mwanawasa notwendig geworden war, kandidierte Hichilema als Spitzenkandidat der UPND und kam mit 19,96 Prozent der Stimmen auf den dritten Platz. Auch bei der Präsidentschaftswahl 2011 war er UPND-Spitzendkandidat und erreichte 18,54 Prozent. Nach dem Tod von Michael Sata wurde eine vorzeitige Neuwahl 2015 erforderlich, bei der Hichilema gegen Edgar Lungu von der Patriotic Front antrat und mit 47,16 Prozent knapp unterlag. Ähnlich knapp fiel das Ergebnis bei der folgenden Wahl 2016 aus, bei der Hichilema mit 47,63 zu 50,35 Prozent erneut gegen Lungu unterlag. Hichilema und seine Anhänger wollten das Wahlergebnis aufgrund der ungleichen Wahlkampfbedingungen nicht anerkennen und in der Folge kam es zu einer Dauerfehde zwischen Lungu und Hichilema. Im April 2017 wurde Hichilema verhaftet, nachdem er dem Autokonvoi des Präsidenten Lungu angeblich nicht genügend Platz gemacht und diesen damit vermeintlich gefährdet hatte. Nach 100 Tagen Haft wurde er wieder entlassen.
Bei der Präsidentschaftswahl am 12. August 2021 siegte Hichilema zusammen mit seiner Vizepräsidentschaftskandidatin Mutale Nalumango mit über 2,8 Millionen Stimmen (59,02 %) gegen Amtsinhaber Edgar Lungu, auf den gut 1,8 Millionen Stimmen entfielen. Vier Tage nach der Wahl wurde er von der Wahlkommission zum Wahlsieger erklärt. Amtsinhaber Lungu bezeichnete den Wahlverlauf als nicht frei und nicht fair und wies das Ergebnis zunächst zurück. Hichilemas Partei nannte das den letzten verzweifelten Akt einer abtretenden Regierung. Später akzeptierte Lungu seine Niederlage.
Der Wahlsieg des Oppositionskandidaten Hichilema in Sambia trotz widriger Bedingungen löste auch bei Oppositionsführern in anderen afrikanischen Staaten Hoffnungen auf einen friedlichen Machtwechsel aus. Beispielhaft äußerten Nelson Chamisa in Simbabwe, Tundu Lissu in Tansania und Mmusi Maimane in Südafrika, dass auch in ihren Ländern ein demokratischer Machtwechsel nach sambischem Vorbild möglich sein müsse. Hinzu kam, dass Hichilema ausdrücklich nicht nur amtierende Staats- und Regierungschefs, sondern auch Oppositionsführer aus anderen afrikanischen Staaten zu seiner Amtseinführung am 24. August 2021 nach Lusaka eingeladen hatte. Auch internationale Menschenrechtsorganisationen wie Freedom House und Amnesty International forderten den neu gewählten Präsidenten auf, den Verlust an demokratischen Freiheiten, den Sambia unter Präsident Lungu erlebt habe, wieder rückgängig zu machen.